# Lou Taylor Pucci
Lou Taylor Pucci (Seaside Heights, 27 luglio 1985) è un attore statunitense.

## Biografia
Nato nel New Jersey, figlio di Linda Farver Pucci, modella ed ex Miss Union County, e del chitarrista Lou Pucci, musicista di gruppi come The Watch e Leap of Faith. Ha due fratelli, Adam Pucci, attore, e Zak Pucci, batterista. Ha frequentato la Christian Brothers Academy. Il suo debutto avviene nel 2002 nel film indipendente Personal Velocity, ma si fa notare nel film del 2005 Thumbsucker - Il succhiapollice, per il quale vince l'Orso d'Argento come miglior attore al Festival di Berlino e il premio della giuria al Sundance Film Festival, sempre nel 2005 partecipa a Kidnapped - Il rapimento.
Dopo aver preso parte al videoclip Jesus of Suburbia dei Green Day, nel 2006 partecipa ai film Fast Food Nation di Richard Linklater e Southland Tales - Così finisce il mondo di Richard Kelly. Nel 2008 recita nei film Fanboys e The Informers - Vite oltre il limite, quest'ultimo tratto da un romanzo di Bret Easton Ellis. Nel 2019 è uno fra i personaggi ricorrenti della nona stagione di American Horror Story, intitolata 1984, nei panni del fantasma di un consigliere di nome Jonas.

### Vita privata
Nel luglio del 2010 l'attore ha subito un'aggressione da parte di quattro sconosciuti, che l'hanno picchiato selvaggiamente senza una precisa ragione. L'attore è stato sottoposto a un intervento di chirurgia ricostruttiva al viso.

## Filmografia

### Cinema
- Personal Velocity - Il momento giusto (Personal Velocity: Three Portraits), regia di Rebecca Miller (2002)
- Thumbsucker - Il succhiapollice (Thumbsucker), regia di Mike Mills (2005)
- Kidnapped - Il rapimento (The Chumscrubber), regia di Arie Posin (2005)
- Fifty Pills, regia di Theo Avgerinos (2006)
- Southland Tales - Così finisce il mondo (Southland Tales), regia di Richard Kelly (2006)
- Fast Food Nation, regia di Richard Linklater (2006)
- American Sunshine (The Go-Getter), regia di Martin Hynes (2007)
- Fanboys, regia di Kyle Newman (2008)
- Explicit Ills, regia di Mark Webber (2008)
- The Horsemen, regia di Jonas Åkerlund (2008)
- The Informers - Vite oltre il limite (The Informers), regia di Gregor Jordan (2009)
- Brief Interviews with Hideous Men, regia di John Krasinski (2009)
- Carriers - Contagio letale (Carriers), regia di Àlex e David Pastor (2009)
- Brotherhood, regia di Will Canon (2010)
- Beginners, regia di Mike Mills (2010)
- La musica che non ti ho detto (The Music Never Stopped), regia di Jim Kohlberg (2011)
- The Legend of Hell's Gate, regia di Tanner Beard (2011)
- All Together Now, regia di Alexander Mirecki (2012)
- A proposito di Luke (The Story of Luke), regia di Alonso Mayo (2012)
- Jack and Diane, regia di Bradley Rust Gray (2012)
- La casa (Evil Dead), regia di Fede Álvarez (2013)
- Spring regia di Justin Benson e Aaron Moorhead (2014)
- Ava's Possessions regia di Jordan Galland (2015)
- Poor Boy, regia di Robert Scott Wildes (2016)

### Televisione
- Empire Falls - Le cascate del cuore (Empire Falls) – miniserie TV, 2 puntate (2005)
- Law & Order: Criminal Intent – serie TV, 1 episodio (2006)
- Girls – serie TV, 1 episodio (2012)
- Halt and Catch Fire  – serie TV, 1 episodio (2014)
- Law & Order - Unità vittime speciali (Law & Order: Special Victims Unit) – serie TV, 1 episodio (2014)
- Chicago P.D. – serie TV, 1 episodio (2014)
- Falling Water – serie TV, 3 episodi (2016)
- You – serie TV, 3 episodi (2018)
- American Horror Story – serie TV, 4 episodi (2019)

### Videoclip
- Jesus of Suburbia dei Green Day (2005)

## Riconoscimenti
- Festival internazionale del cinema di Berlino
2005 – Orso d'argento per il miglior attore per Thumbsucker – Il succhiapollice
- Sundance Film Festival
2005 – Premio speciale della giuria per Thumbsucker – Il succhiapollice
- Tallinn Black Nights Film Festival
2005 – Just Film Award per il miglior personaggio per Thumbsucker – Il succhiapollice
- Irvine International Film Festival
2013 – Miglior attore per The Story of Luke
- Phoenix Film Festival
2013 – Premio speciale della giuria per la miglior interpretazione per The Story of Luke
- Arizona International Film Festival
2013 – Premio speciale della giuria per la miglior interpretazione per The Story of Luke
- Fantastic Fest
2014 – Next Wave Award per il miglior attore per Spring
- Fright Meter Awards
2013 – Candidatura per il miglior attore non protagonista per La casa
2015 – Candidatura per il miglior attore per Spring
- Fangoria Chainsaw Awards
2014 – Candidatura per il miglior attore non protagonista per La casa
2016 – Candidatura per il miglior attore per Spring

## Doppiatori italiani
Nelle versioni in italiano delle opere in cui ha recitato, Lou Taylor Pucci è stato doppiato da:
- Davide Perino in Kidnapped - Il rapimento, Fast Food Nation, American Sunshine, Carriers - Contagio letale, Falling Water
- Alessio De Filippis in A proposito di Luke, Spring
- Leonardo Graziano in Law & Order - Unità vittime speciali, Chicago P.D.
- Alessio Puccio in Empire Falls - Le cascate del cuore
- Davide Garbolino in Law & Order: Criminal Intent
- Andrea Mete in Thumbsucker - Il succhiapollice
- Flavio Aquilone in The Horsemen
- Federico Di Pofi ne La musica che non ti ho detto
- Emiliano Coltorti ne La casa
- Francesco Pezzulli in You
- Gianluca Izzo in American Horror Story
- Daniele Raffaeli in Daredevil - Rinascita